# Cálculo multivariable
El cálculo multivariable es la extensión de cálculo infinitesimal en una variable al cálculo con funciones de varias variables: la diferenciación y la integración de funciones que involucran múltiples variables, en lugar de solo una.

## Introducción
En el cálculo monovariable, operaciones como la diferenciación y la integración se realizan con funciones de una sola variable. En el cálculo multivariante, es necesario generalizarlas a múltiples variables, y el dominio es, por tanto, multidimensional. Por lo tanto, es necesario tener cuidado en estas generalizaciones, debido a dos diferencias clave entre 1D y espacios de mayor dimensión:
1. Hay infinitas maneras de acercarse a un solo punto en dimensiones superiores, a diferencia de dos (desde la dirección positiva y negativa) en 1D;
2. Hay múltiples objetos extendidos asociados a la dimensión; por ejemplo, para una función 1D, debe representarse como una curva en el plano cartesiano 2D, pero una función con dos variables es una superficie en 3D, mientras que las curvas también pueden vivir en el espacio 3D.

La consecuencia de la primera diferencia es la diferencia en la definición del límite y la diferenciación. Las directivas límites y derivadas definen el límite y la diferencial a lo largo de una curva parametrizada 1D, reduciendo el problema al caso 1D. A partir de estos operadores pueden construirse otros objetos de dimensión superior.
La consecuencia de la segunda diferencia es la existencia de múltiples tipos de integración, incluyendo integrales de línea, integrales de superficie e integrales de volumen. Debido a la no unicidad de estas integrales, no se puede definir correctamente una antiderivada o integral indefinida.

## Historia
El cálculo multivariable, una extensión del cálculo de una sola variable, se centra en funciones de múltiples variables y sus derivadas e integrales. Su historia está profundamente entrelazada con la evolución del cálculo, que surgió a finales del siglo XVII gracias al trabajo pionero de Isaac Newton y Gottfried Wilhelm Leibniz.
Siglo XVII: El nacimiento del cálculo
Newton y Leibniz desarrollaron de manera independiente las bases del cálculo, enfocándose en funciones de una sola variable y los conceptos de diferenciación e integración. Las primeras aplicaciones del cálculo, como el trabajo de Newton sobre el movimiento planetario, insinuaban la necesidad de técnicas multivariables, pero se mantuvieron principalmente en una dimensión.
Siglo XVIII: Primeros desarrollos en el cálculo multivariable
El siglo XVIII vio cómo matemáticos como Leonhard Euler y Joseph-Louis Lagrange ampliaron el cálculo a funciones de varias variables. Euler introdujo las derivadas parciales, un concepto fundamental en el cálculo multivariable. Simultáneamente, Lagrange desarrolló métodos para resolver problemas de optimización con múltiples variables, culminando en la técnica de los multiplicadores de Lagrange.
Siglo XIX: Formalización y expansión
En el siglo XIX, matemáticos como Carl Friedrich Gauss, Augustin-Louis Cauchy y George Green avanzaron en la formalización del cálculo multivariable. Gauss introdujo conceptos de curvatura y desarrolló herramientas para analizar superficies, sentando las bases de la geometría diferencial. Green, por su parte, formuló el teorema de Green, conectando integrales de línea e integrales de superficie en dos dimensiones. Estas ideas fueron posteriormente generalizadas a dimensiones superiores por George Gabriel Stokes y William Rowan Hamilton.
Al mismo tiempo, Carl Gustav Jacobi y Évariste Galois exploraron el determinante jacobiano, crucial para transformar variables en integrales. Estos desarrollos destacaron la versatilidad del cálculo multivariable en campos como la mecánica, el electromagnetismo y la dinámica de fluidos.
Siglo XX: Integración con las matemáticas modernas
En el siglo XX, el cálculo multivariable encontró nuevas aplicaciones en la física, la ingeniería y la economía. Matemáticos como Henri Poincaré y Élie Cartan aplicaron sus principios a la topología y la geometría diferencial, permitiendo avances en la relatividad general y la mecánica cuántica. Además, los avances en álgebra lineal y cálculo tensorial ampliaron el alcance del cálculo multivariable para analizar espacios de dimensiones superiores.
A principios del siglo XXI, el cálculo multivariable sustenta una amplia gama de disciplinas científicas y de ingeniería, desde el modelado del flujo de fluidos hasta la optimización de algoritmos de aprendizaje automático. Su evolución histórica refleja la búsqueda humana por comprender y describir el complejo mundo multidimensional que habitamos.

## Operaciones típicas

### Límites y continuidad
El estudio de límites y continuidad en el cálculo multivariable arroja muchos resultados contraintuitivos no demostrables por las funciones de una sola variable.: 19–22  Por ejemplo, hay funciones escalares de dos variables con puntos en su dominio que brindan diferentes límites cuando se abordan en diferentes direcciones. Por ejemplo, la función
{\displaystyle f(x,y)={\frac {x^{2}y}{x^{4}+y^{2}}}}
tiende a cero siempre que la aproximación al punto {\displaystyle (0,0)} se realice a lo largo de rectas que pasan a través del origen ({\displaystyle y=kx}). Sin embargo, cuando la curva de aproximación al origen es una parábola {\displaystyle y=\pm x^{2}}, el valor de la función tiene un límite de {\displaystyle \pm 0.5}. Dado que tomar diferentes caminos hacia el mismo punto produce diferentes valores límite, no existe un límite general en el citado punto.
La continuidad en cada argumento no es suficiente para garantizar la continuidad multivariable, como se puede ver en el siguiente ejemplo.: 17–19  En particular, para una función de valor real con dos parámetros de valor real, {\displaystyle f(x,y)}, la continuidad de {\displaystyle f} en {\displaystyle x} para {\displaystyle y} fijo y la continuidad de {\displaystyle f} en {\displaystyle y} para {\displaystyle x} fijo no implican continuidad de {\displaystyle f}.
Considérese
{\displaystyle f(x,y)={\begin{cases}{\frac {y}{x}}-y&{\text{si}}\quad 0\leq y<x\leq 1\\{\frac {x}{y}}-x&{\text{si}}\quad 0\leq x<y\leq 1\\1-x&{\text{si}}\quad 0<x=y\\0&{\text{en otro caso}}\end{cases}}}
Es fácil verificar que esta función es cero por definición en el límite y fuera del cuadrángulo {\displaystyle (0,1)\times (0,1)}. Además, las funciones definidas para las variables {\displaystyle x} e {\displaystyle y} y para la constante {\displaystyle 0\leq a\leq 1} por
{\displaystyle g_{a}(x)=f(x,a)\quad } y {\displaystyle \quad h_{a}(y)=f(a,y)\quad }
son continuas. Específicamente,
{\displaystyle g_{0}(x)=f(x,0)=h_{0}(0,y)=f(0,y)=0} para todos los x e y.
Sin embargo, la secuencia {\displaystyle f\left({\tfrac {1}{n}},{\tfrac {1}{n}}\right)} (para {\displaystyle n} natural) converge a {\displaystyle \lim _{n\to \infty }f\left({\tfrac {1}{n}},{\tfrac {1}{n}}\right)=1}, lo que hace que la función sea discontinua en {\displaystyle (0,0)}. Al aproximarse al origen en direcciones no paralelas a los ejes {\displaystyle x} e {\displaystyle y}, se revela esta discontinuidad.

### Diferenciación parcial
La derivada parcial generaliza la noción de derivada a dimensiones más altas. Una derivada parcial de una función multivariable es una derivada con respecto a una variable, en la que todas las demás variables se mantienen constantes.: 26ff 
Las derivadas parciales se pueden combinar de formas interesantes para crear expresiones más generales de la derivada. En cálculo vectorial, el operador nabla ({\displaystyle \nabla }) se utiliza para definir los conceptos de gradiente, divergencia y rotacional en términos de derivadas parciales. Una matriz de derivadas parciales, la matriz jacobiana, puede usarse para representar la derivada de una función entre dos espacios de dimensión arbitraria. La derivada puede entenderse así como una aplicación lineal que varía directamente de un punto a otro en el dominio de la función.
Las ecuaciones diferenciales que contienen derivadas parciales se denominan ecuación en derivadas parciales o EDP. Estas ecuaciones son generalmente más difíciles de resolver que las ecuaciones diferenciales ordinarias, que contienen derivadas con respecto a una sola variable.: 654ff 

### Integración múltiple
La integral múltiple expande el concepto de integral a funciones de cualquier número de variables. Las integrales dobles y triples se pueden usar para calcular áreas y volúmenes de regiones en el plano y en el espacio. El teorema de Fubini garantiza que una integral múltiple puede evaluarse como una integral repetida o integral iterada siempre que el integrando sea continuo en todo el dominio de integración.: 367ff 
La integral de superficie y la integral de longitud se utilizan sobre variedades curvas, como superficies y curvas.

### Teorema fundamental del cálculo en múltiples dimensiones
En el cálculo de una sola variable, el teorema fundamental del cálculo establece un vínculo entre la derivada y la integral. El enlace entre la derivada y la integral en el cálculo multivariable está incorporado por los teoremas integrales del cálculo vectorial:: 543ff 
- Teorema del gradiente
- Teorema de Stokes
- Teorema de la divergencia
- Teorema de Green

En un estudio más avanzado del cálculo multivariable, se ve que estos cuatro teoremas son encarnaciones específicas de un teorema más general, el Teorema de Stokes generalizado, que se aplica a la integración de forma diferencial sobre variedades diferenciables.

## Aplicaciones y usos
Las técnicas de cálculo multivariable se utilizan para estudiar muchos objetos de interés en el mundo material. En particular,
|                 |  | Tipo de funciones                                                               | Técnicas aplicables                                                                                      |
| --------------- |  | ------------------------------------------------------------------------------- | --- |
| Curvas          |  | {\displaystyle f:\mathbb {R} \to \mathbb {R} ^{n}} para {\displaystyle n>1}     | Longitudes de curvas, integrales de líneas, y curvaturas.                                                |
| Superficies     |  | {\displaystyle f:\mathbb {R} ^{2}\to \mathbb {R} ^{n}} para {\displaystyle n>2} | Áreas de superficies, integrales de superficies, flux a través de superficies, y curvatura.              |
| Campo escalar   |  | {\displaystyle f:\mathbb {R} ^{n}\to \mathbb {R} }                              | Máximos y mínimos, multiplicadores de Lagrange, derivadas direccionales, conjuntos de niveles.           |
| Campo vectorial |  | {\displaystyle f:\mathbb {R} ^{m}\to \mathbb {R} ^{n}}                          | Cualquiera de las operaciones de cálculo vectorial, incluyendo gradientes, divergencias, y rotacionales. |

El cálculo multivariable se puede aplicar para analizar los sistemas deterministas que tienen múltiples grados de libertad. Las funciones con variables dependientes e independientes correspondientes a cada uno de los grados de libertad a menudo se usan para modelar estos sistemas, y el cálculo multivariable proporciona herramientas para caracterizar la dinámica de sistemas.
El cálculo multivariable se utiliza en el control óptimo de sistemas dinámicos en tiempo continuo. Se utiliza en análisis de la regresión para derivar fórmulas para estimar relaciones entre varios conjuntos de conocimientos empíricos.
El cálculo multivariable se utiliza en muchos campos de las ciencias naturales, de las ciencias sociales y de la ingeniería para modelar y estudiar sistemas de altas dimensiones que exhiben un comportamiento determinista. En economía, por ejemplo, la teoría del consumidor sobre una variedad de productos, y la maximización del beneficio sobre varias entradas y salidas, se modelan con cálculos multivariable. 
Los sistemas no deterministas o estocásticos pueden estudiarse utilizando un tipo diferente de matemáticas, como el cálculo estocástico.